# Andrew Alberts
Andrew James Alberts (* 30. Juni 1981 in Minneapolis, Minnesota) ist ein ehemaliger US-amerikanischer Eishockeyspielerder im Verlauf seiner aktiven Karriere zwischen 2001 und 2014 unter anderem 490 Spiele für die Boston Bruins, Philadelphia Flyers, Carolina Hurricanes und Vancouver Canucks in der National Hockey League (NHL) auf der Position des Verteidigers bestritten hat.

## Karriere
Alberts begann seine Karriere als Eishockeyspieler in der High-School-Mannschaft Red Knights der Benilde St. Margaret’s School, in Minnesota, für die er von 1997 bis 1999 zwei Jahre lang spielte. Weitere zwei Spielzeiten war der Verteidiger in der United States Hockey League (USHL) für die Waterloo Black Hawks aktiv. Während des NHL Entry Draft 2001 wurde Alberts als insgesamt 179. Spieler von den Boston Bruins aus der National Hockey League (NHL) ausgewählt. Anschließend spielte der Amerikaner von 2001 bis 2005 vier Jahre lang für das Boston College in der Hockey East, mit dem er 2005 einmal die Meisterschaft gewann.
Gegen Ende der Saison 2004/05 wurde Alberts erstmals in das Farmteam Bostons, die Providence Bruins, aus der American Hockey League (AHL) berufen. Dort gab er sein Debüt im professionellen Eishockey. In der Saison 2005/06 gab Alberts sein Debüt in der NHL für die Boston Bruins und wurde anschließend Stammkraft. Im Oktober 2008 wurde Alberts im Tausch für Ned Lukacevic und ein Viertrunden-Wahlrecht für den NHL Entry Draft 2009 an die Philadelphia Flyers abgegeben.
Nach jeweils einem Jahr bei den Flyers und Carolina Hurricanes wurde Andrews im März 2010 im Tausch für ein Drittrunden-Wahlrecht im NHL Entry Draft 2010 zu den Vancouver Canucks transferiert. Nachdem die Canucks seinen Vertrag im Sommer 2013 um eine Saison verlängert hatten, zog er sich im Dezember 2013 eine Gehirnerschütterung durch einen irregulären Check von Brian McGrattan zu. Danach bestritt Alberts kein Spiel mehr und litt unter fortwährenden Kopfschmerzen. Sein im Sommer 2014 auslaufender Vertrag wurde in der Folge nicht verlängert und er beendete daraufhin Anfang Juni 2014 im Alter von 32 Jahren seine aktive Karriere.

### International
Für die USA nahm Alberts an den Weltmeisterschaften 2006 und 2007 teil und bestritt dabei insgesamt 14 Spiele. Bei beiden Turnieren scheiterten die US-Amerikaner im Viertelfinale und landeten außerhalb der Medaillenränge.

## Erfolge und Auszeichnungen
| - 2004 Hockey East Second All-Star Team - 2004 NCAA East First All-American Team - 2005 Hockey East First All-Star Team | - 2005 NCAA East First All-American Team - 2005 Lamoriello-Trophy-Gewinn mit dem Boston College |

## Karrierestatistik

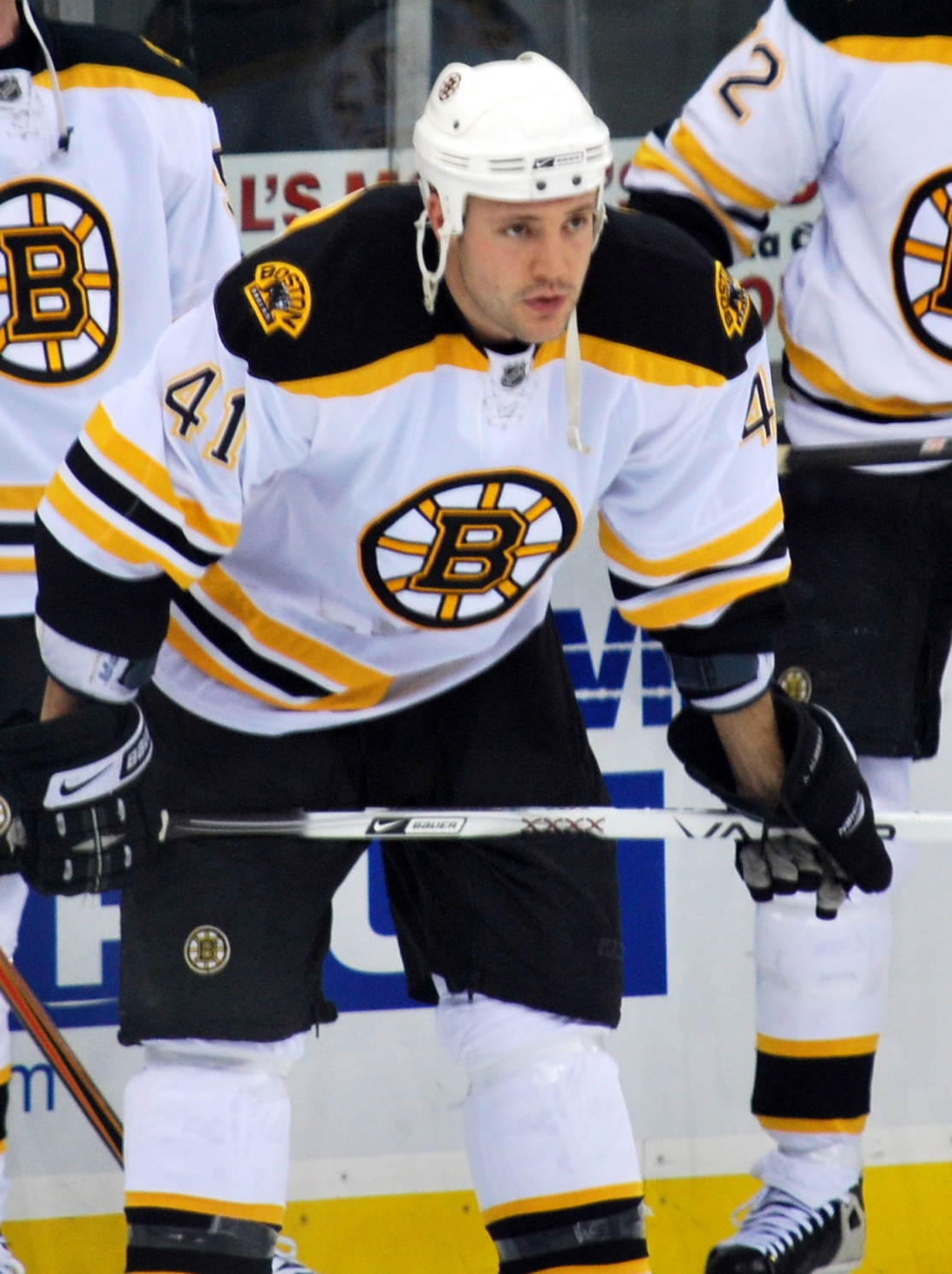
Alberts im Trikot der Boston Bruins (2008)

### International
Vertrat die USA bei:
- Weltmeisterschaft 2006
- Weltmeisterschaft 2007

(Legende zur Spielerstatistik: Sp oder GP = absolvierte Spiele; T oder G = erzielte Tore; V oder A = erzielte Assists; Pkt oder Pts = erzielte Scorerpunkte; SM oder PIM = erhaltene Strafminuten; +/− = Plus/Minus-Bilanz; PP = erzielte Überzahltore; SH = erzielte Unterzahltore; GW = erzielte Siegtore; 1 Play-downs/Relegation; Kursiv: Statistik nicht vollständig)